# Mycalesis bizonata
Mycalesis bizonata är en fjärilsart som beskrevs av Smith 1902. Mycalesis bizonata ingår i släktet Mycalesis och familjen praktfjärilar. Inga underarter finns listade i Catalogue of Life.